# Copa Entre Ríos
La Copa Entre Ríos es el torneo sucesor del Campeonato Provincial de Clubes y tuvo su origen en 1985. Con la desaparición del Torneo Federal B de AFA, la Copa Entre Ríos pasa a ser el primer paso para un largo camino hacia el ascenso que requiere de esta primera instancia provincial.

## Historia
La Copa Entre Ríos, anteriormente denominado Campeonato Provincial de Campeones tuvo su origen en 1985. Mucho antes de la invención del Provincial, el Fútbol Entrerriano tenía su torneo tradicional: el Campeonato de Selecciones Departamentales. Dicho certamen se disputó hasta 1993. A nivel clubes, también había competencia con el Regional, clasificatorio al Campeonato Nacional (1967-1985). Pero los Regionales solamente lo jugaban los equipos de las Ligas más grandes de Entre Ríos: Paraná, Paraná Campaña, Gualeguaychú, Concepción del Uruguay, Concordia, Colón y, con raras excepciones, clubes de otras Ligas.
En 1985 y con la organización de la Liga Departamental Tala bajo la presidencia de Ricardo Troncoso se organizó el primer Regionalito. Desde ese momento, la Federación Entrerriana de Fútbol lo organizó todos los años. Hasta mediados de los años noventa los campeones entrerrianos llegaron a competir en algunas ocasiones con otros campeones provinciales aunque esa competencia no tenía articulación con los torneos de ascenso organizados por el Consejo Federal del Fútbol Argentino.
Con la creación del extinto Torneo Federal C en el año 2005 llegó un incentivo: el campeón se clasificaba al Argentino C. Lo mismo sucederá con el ganador de la Copa Entre Ríos: se adjudicará una plaza en el nuevo Torneo Regional Federal Amateur.
Muchos clubes de barrio de toda la provincia pudieron escribir deportivamente sus páginas de gloria gracias a este certamen.
Libertad de Gualeguay con 3 títulos. A principios de la década del 2000 aparece Libertad de Gualeguay que en 4 ediciones conquista 3 estrellas. En los años noventa Atlético Diamantino fue la gran sensación al consagrarse bicampeón provincial. Quilmes de Gualeguay fue campeón invicto ganando todos los partidos del campeonato (8) en el verano de 1999.

### Torneo Regionalito
| Año  | Campeón               | Subcampeón                        |
| ---- | --------------------- | --------------------------------- |
| 1985 | Deportivo Urdinarrain | Club Atlético Urquiza (Gualeguay) |

### Torneo Provincial de Clubes Campeones
| Año     | Campeón                                     | Subcampeón                                  |
| ------- | ------------------------------------------- | ------------------------------------------- |
| 1986    | Cicles Club Unidos (La Paz)                 | Deportivo Urdinarrain                       |
| 1987    | Juventud Unida (Gualeguaychú)               | Club Camba-Cuá (Santa Elena)                |
| 1988    | Independiente (La Paz)                      | Sarmiento (Gualeguaychú)                    |
| 1989    | Deportivo Urdinarrain                       | Independiente (La Paz)                      |
| 1989/90 | Gimnasia y Esgrima (Concepción del Uruguay) | San Martín (Diamante)                       |
| 1990/91 | Rivadavia (Concepción del Uruguay)          | Hipólito Yrigoyen (Santa Elena)             |
| 1991    | Diamantino                                  | Independiente (La Paz)                      |
| 1992/93 | Diamantino                                  | ADEV (Villaguay)                            |
| 1994    | San Martín (Diamante)                       | Atlético Feliciano                          |
| 1995    | Gualeguay Central                           | Santa Marta (Santa Elena)                   |
| 1996    | Unión del Suburbio                          | Atlético Diamantino                         |
| 1996/97 | Santa Marta (Santa Elena)                   | Gimnasia y Esgrima (Concepción del Uruguay) |
| 1998    | Liebig                                      | 25 de Mayo (Victoria)                       |
| 1999    | Quilmes (Gualeguay)                         | 25 de Mayo (Victoria)                       |
| 2000    | Libertad (Gualeguay)                        | Patronato (Paraná)                          |
| 2001    | Libertad (Gualeguay)                        | Atlético Basavilbaso                        |
| 2002    | Barrio Norte (Gualeguay)                    | Juventud (Caseros)                          |
| 2003    | Libertad (Gualeguay)                        | 25 de Mayo (Victoria)                       |
| 2004    | Gualeguay Central                           | Unión y Fraternidad (San Salvador)          |
| 2005    | Unión (Crespo)                              | Unión (Feliciano)                           |
| 2006    | Salto Grande (Concordia)                    | Unión y Fraternidad (San Salvador)          |
| 2007    | Instituto (Paraná)                          | Gualeguay Central                           |
| 2008    | DEPRO (Pronunciamiento)                     | Escuela José Tabares (San Gustavo)          |
| 2009    | Calle Ancha                                 | Juventud Unida (Carbó)                      |
| 2010    | Deportivo Urdinarrain                       | 25 de Mayo (La Paz)                         |
| 2011    | Juventud Unida                              | Liebig                                      |
| 2012    | Sol Naciente                                | Ramsar Junior (Basavilbaso)                 |
| 2013    | Peñarol (Rosario del Tala)                  | Gualeguay Central                           |
| 2014    | Sociedad Sportiva                           | Universitario (Paraná)                      |
| 2015    | Central Larroque                            | Social y Deportivo San José                 |
| 2016    | Ramsar Jrs.                                 | Juventud (Urdinarrain)                      |
| 2016/17 | Huracán (Victoria)                          | Escuela José Tabares (San Gustavo)          |

### Copa Entre Ríos
| Año     | Campeón                                   | Subcampeón                                |
| ------- | ----------------------------------------- | ----------------------------------------- |
| 2017    | San José Obrero (Mocoretá)                | Barrio Norte (Gualeguay)                  |
| 2018    | Deportivo Urdinarrain                     | Atlético Uruguay                          |
| 2019    | Atlético Uruguay                          | Atlético Caballú (La Paz)                 |
| 2020    | No se disputó por la pandemia de Covid-19 | No se disputó por la pandemia de Covid-19 |
| 2021/22 | Central Larroque                          | Deportivo Urdinarrain                     |

### Supercopa Entre Ríos
| Año     | Campeón                                     | Subcampeón                  |
| ------- | ------------------------------------------- | --------------------------- |
| 2022/23 | Gimnasia y Esgrima (Concepción del Uruguay) | Social y Deportivo San José |

### Copa Entre Ríos
| Año     | Campeón                           | Subcampeón                   |
| ------- | --------------------------------- | ---------------------------- |
| 2024    | Victoria (Concordia)              | Malvinas Argentinas (La Paz) |
| 2024-25 | Independiente (Villa del Rosario) | Atlético María Grande        |

#### Campeón no entrerriano
En el año 2017, el campeón de la Copa Entre Ríos no fue un equipo entrerriano. Por única vez en su historia, un club correntino se quedó con el trofeo de campeones. San José Obrero de Mocoretá participa de la Liga de Fútbol de Chajarí y desde allí obtuvo la clasificación al torneo entrerriano.

## Tabla histórica de títulos
| Club                                        | Campeón | Subcampeón | Años campeón              | Años subcampeón    |
| ------------------------------------------- | ------- | ---------- | ------------------------- | ------------------ |
| Deportivo Urdinarrain                       | 4       | 2          | 1985 - 1989 - 2010 - 2018 | 1986 - 2022        |
| Libertad (Gualeguay)                        | 3       |            | 2000 - 2001 - 2003        |                    |
| Gualeguay Central                           | 2       | 2          | 1995 - 2004               | 2007 - 2013        |
| Atlético Diamantino                         | 2       | 1          | 1991 - 1992/93            | 1996               |
| Gimnasia y Esgrima (Concepción del Uruguay) | 2       | 1          | 1989/90 - 2022/23         | 1996/97            |
| Central Larroque                            | 2       |            | 2015 - 2022               |                    |
| Juventud Unida (Gualeguaychú)               | 2       |            | 1987 - 2011               |                    |
| Independiente (La Paz)                      | 1       | 2          | 1988                      | 1989 - 1991        |
| Atlético Uruguay (Concepción del Uruguay)   | 1       | 1          | 2019                      | 2018               |
| Barrio Norte (Gualeguay)                    | 1       | 1          | 2002                      | 2017               |
| Liebig                                      | 1       | 1          | 1998                      | 2011               |
| Ramsar Junior (Basavilbaso)                 | 1       | 1          | 2016                      | 2012               |
| San Martín (Diamante)                       | 1       | 1          | 1994                      | 1989/90            |
| Santa Marta (Santa Elena)                   | 1       | 1          | 1996/97                   | 1995               |
| Calle Ancha (San José)                      | 1       |            | 2009                      |                    |
| Cicles Club Unidos (La Paz)                 | 1       |            | 1986                      |                    |
| Defensores de Pronunciamiento               | 1       |            | 2008                      |                    |
| Huracán (Victoria)                          | 1       |            | 2016/17                   |                    |
| Independiente (Villa del Rosario)           | 1       |            | 2024/25                   |                    |
| Instituto (Paraná)                          | 1       |            | 2007                      |                    |
| Peñarol (Rosario del Tala)                  | 1       |            | 2013                      |                    |
| Quilmes (Gualeguay)                         | 1       |            | 1999                      |                    |
| Rivadavia (Concepción del Uruguay)          | 1       |            | 1990/91                   |                    |
| Salto Grande (Concordia)                    | 1       |            | 2006                      |                    |
| San José Obrero                             | 1       |            | 2017                      |                    |
| Sociedad Sportiva (Gualeguay)               | 1       |            | 2014                      |                    |
| Sol Naciente (La Paz)                       | 1       |            | 2012                      |                    |
| Victoria (Concordia)                        | 1       |            | 2024                      |                    |
| Unión (Crespo)                              | 1       |            | 2005                      |                    |
| Unión del Suburbio (Gualeguaychú)           | 1       |            | 1996                      |                    |
| 25 de Mayo (Victoria)                       |         | 3          |                           | 1998 - 1999 - 2003 |
| Escuela Tabares (San Gustavo)               |         | 2          |                           | 2008 - 2016/17     |
| Social y Deportivo San José                 |         | 2          |                           | 2015 - 2022/23     |
| Unión y Fraternidad (San Salvador)          |         | 2          |                           | 2004 - 2006        |
| 25 de Mayo (La Paz)                         |         | 1          |                           | 2010               |
| ADEV (Villaguay)                            |         | 1          |                           | 1992/93            |
| Atlético Basavilbaso                        |         | 1          |                           | 2001               |
| Atlético Feliciano                          |         | 1          |                           | 1994               |
| Atlético María Grande                       |         | 1          |                           | 2024/25            |
| Atlético Urquiza (Gualeguay)                |         | 1          |                           | 1985               |
| Caballú (La Paz)                            |         | 1          |                           | 2019               |
| Camba-Cuá (Santa Elena)                     |         | 1          |                           | 1987               |
| Hipólito Yrigoyen (Santa Elena)             |         | 1          |                           | 1990/91            |
| Juventud de Caseros                         |         | 1          |                           | 2002               |
| Juventud Unida (Enrique Carbó)              |         | 1          |                           | 2009               |
| Juventud Urdinarrain                        |         | 1          |                           | 2016               |
| Malvinas Argentinas (La Paz)                |         | 1          |                           | 2024               |
| Patronato (Paraná)                          |         | 1          |                           | 2000               |
| Sarmiento (Gualeguaychú)                    |         | 1          |                           | 1988               |
| Unión Feliciano                             |         | 1          |                           | 2005               |
| Universitario (Paraná)                      |         | 1          |                           | 2014               |

- Datos: Q111492728